# Европска кухиња
Европска кухиња обухвата кухиње Европе  укључујући и кухиње које су у друге земље донели европски досељеници и колонисти. Понекад се термин „европска“, или прецизније „континентална“ кухиња, користи да уже објасни кухињу западних делова континенталне Европе.
Кухиње западних земаља су разноврсне, иако постоје заједничке карактеристике које их разликују од оних у другим регионима. У поређењу са традиционалним кувањем у источној Азији, месо је истакнутије и значајније у величини сервирања. Одрезак и котлети посебно су уобичајена јела широм Запада.  Западне кухиње такође истичу вино од грожђа и сосове као зачине, зачине или прилоге (делимично због потешкоћа да зачини продиру у често веће комаде меса који се користе у западној кухињи). Многи млечни производи се користе у кувању. Постоје стотине врста сирева и других ферментисаних млечних производа . Хлеб од белог пшеничног брашна дуго је био престижни скроб, али историјски гледано, већина људи је јела хлеб, колаче или кашу направљену од ражи, спелте, јечма и овса. Имућнији су правили и тестенине, кнедле и пецива. Кромпир је постао главна скробна биљка у исхрани Европљана и њихове дијаспоре од европске колонизације Америке. Кукуруз је много мање заступљен у већини европских исхрана него у Америци; међутим, кукурузно брашно (палента или мамалига) је главни део кухиње Италије и Балкана. Иако се сомун (посебно са додацима као што су пица или тарте фламбе) и пиринач једу у Европи, они су само основна храна у ограниченим областима, посебно у јужној Европи. Салате (са некуваним или куваним поврћем, понекад и са преливом) саставни су део европске кухиње.
Свечане европске вечере се послужују у различитим јелима. Европска презентација је еволуирала од француске услуге, или доношења више јела на сто одједном, у руску услугу где су јела представљена узастопно. Обично се хладна, топла и слана и слатка јела служе строго одвојено овим редоследом, као предјело (предјело) или супа, као предјело и главно јело и као десерт . Јела која су и слатка и слана била су уобичајена раније у староримској кухињи, али су данас неуобичајена, а слатка јела се служе само као десерт. Услуга у којој гости могу сами да узму храну назива се шведски сто и обично је ограничена на забаве или празнике. Ипак, од гостију се очекује да следе исти образац.
Историјски гледано, европска кухиња се развијала на европским краљевским и племићким дворовима. Европско племство је обично носило оружје и живело је у засебним властелинствима на селу. Нож је био примарни прибор за јело ( прибор за јело ), а уследило је једење одреска и друге хране која захтева резање. Ово је у супротности са Синосфером, где су владајућу класу чинили судски службеници, који су своју храну спремали да једу у кухињи, да би јели штапићима за јело. Нож је замењен кашиком за супе, док је виљушка уведена касније у раном модерном периоду. Данас је већина јела намењена за јело уз прибор за јело, а само неколико јела може се јести рукама у пристојном друштву.

## Историја

### Средњи век
У средњем веку, исхрана особе варирала је у зависности од њихове друштвене класе . Житарице су чиниле доста у исхрани средњовековне особе, без обзира на друштвену класу. Хлеб је био заједнички за оба слоја – узимао се као ручак за раднике, а дебеле кришке користиле су се као тањири звани ровокопачи. Људи из племићког сталежа имали су приступ фино млевеном брашну за свој хлеб и друга пецива. Племићима је било дозвољено да лове јелене, вепрове, зечеве, птице и друге животиње, дајући им приступ свежем месу и риби за своје оброке. Јела за људе ових класа често су била јако зачињена. Зачини су у то време били веома скупи, а што се више зачина користило у јелима, то је особа имала више богатства да може да купи такве састојке. Уобичајени зачини су били цимет, ђумбир, мушкатни орашчић, бибер, ким, каранфилић, куркума, анис и шафран . Остали састојци коришћени у јелима за племство и свештенство укључивали су шећер, бадеме и суво воће попут сувог грожђа . Ови увезени састојци би били веома скупи и готово немогуће за обичне људе. Скулптуре од шећера стављале би се на столове као украс и за јело, а намирнице би биле фарбане живим бојама увозним зачинима.
Исхрана обичног човека била је много једноставнија. Строги закони о ловокрађу спречавали су их да лове, а ако су ловили и били ухваћени, могли су им одсећи делове удова или би могли бити убијени. Велики део хране за обичне људе био би сачуван на неки начин, као што је кисељење или сољење. Хлеб би се правио од ражи или јечма, а поврће би вероватно узгајали сами обични људи. Сељаци би вероватно могли да држе краве и тако би имали приступ млеку, што им је онда омогућавало да праве путер или сир. Када се јело месо, то је била говедина, свињетина или јагњетина. Обични људи су јели и јело звано потаж, густи гулаш од поврћа, житарица и меса.

### Рано модерно доба
У раној модерној ери, европска кухиња је доживела прилив нових састојака захваљујући Колумбијској размени, као што су кромпир, парадајз, патлиџан, чоколада, паприка, бундеве и друге тикве. Дестилована жестока пића, заједно са чајем, кафом и чоколадом су популаризована у то време. 1780-их, идеја о модерном ресторану је представљена у Паризу; Француска револуција је убрзала свој развој, брзо се проширивши по Европи.

## Средњеевропска кухиња
Све ове земље имају своје посебности. Аустрија је позната по бечком шницле - поханом телећем котлету који се служи са кришком лимуна, Чешка по светски познатим пивима. Немачка за светски познате врчеве, Мађарска за гулаш. Словачка је позната по Халуски тестенини налик на њоке. Словенија је позната по немачкој и италијанској кухињи, а Пољска по светски познатим пиерогијима који су мешавина равиола и емпанаде. Лихтенштајн и Швајцарска у немачком говорном подручју су познати по Ростију, а француска по фонду и раклетима.
- ашкенаска јеврејска кухиња
- аустријска кухиња
  - бечка кухиња
- чешка кухиња
  -  моравска кухиња
- немачка кухиња
  - баденска кухиња
  -  баварска кухиња
  -  бранденбуршка кухиња
  - франконска кухиња
  -  хамбуршка кухиња
  -  хесенска кухиња
  -  доњосаксонска кухиња
- мађарска кухиња
- пољска кухиња
- лихтенштајнска кухиња
- силесианска кухиња
- словачка кухиња
- словеначка кухиња
- швајцарска кухиња

## Источноевропска/кавкаска кухиња
- јерменска кухиња
- азербејџанска кухиња
- белоруска кухиња
- бугарска кухиња
- грузијска кухиња
- казахстанска кухиња
- молдавска кухиња
- румунска кухиња
- руска кухиња
  -  башкирска кухиња
  -  мордовска кухиња
  -  севернокавкаска кухиња
    -  чеченска кухиња
    -  черкешка кухиња

  -  татарска кухиња
  -  удмуртска кухиња
- украјинска кухиња
  -  кримско-татарска кухиња

## Јужноевропска кухиња
- албанска кухиња
- арумунска кухиња
- босанскохерцеговачка кухиња
- хрватска кухиња
- кипарска кухиња
- гибралтарска кухиња
- грчка кухиња
  - старогрчка кухиња
  -  византијска кухиња
  -  критска кухиња
  -  грчко-македонска кухиња
  -  јонска кухиња
- италијанска кухиња
  - староримска кухиња
  -  напуљска кухиња
  - римска кухиња
  -  сардинијска кухиња
  -  сицилијанска кухиња
  -  венецијанска кухиња
- македонска кухиња
- малтешка кухиња
- црногорска кухиња
- османска кухиња
- португалска кухиња
- кухиња Сан Марина
- сефардска јеврејска кухиња
- српска кухиња
  - храна у средњевековној Србији
  - косовска кухиња
  - војвођанска кухиња
  - шумадијска кухиња
- шпанска кухиња
  -  андалузијска кухиња
  -  арагонска кухиња
  -  астуријска кухиња
  -  балеарска кухиња
  -  баскијска кухиња
  -  каталонска кухиња
  -  валенсијска кухиња
- турска кухиња

## Западноевропска кухиња
- белгијска кухиња
- холандска кухиња
- француска кухиња
  -  корзиканска кухиња
  - лионска кухиња
- луксембуршка кухиња
- менонитска кухиња
- окситанска кухиња